# Doutnacia mols
Doutnacia mols är en urinsektsart som beskrevs av Arne Fjellberg 1998. Doutnacia mols ingår i släktet Doutnacia, och familjen blekhoppstjärtar. Arten är reproducerande i Sverige.